# Цельтер, Карл Фридрих
Карл Фри́дрих Це́льтер (нем. Carl Friedrich Zelter; 11 декабря 1758[…], Берлин — 15 мая 1832[…], Берлин) — немецкий композитор и музыкальный педагог.

## Биография
Сын каменщика, Цельтер, освоил ремесло своего отца и в 1783 году получил профессиональный патент, позволявший ему получить долю в предприятии отца. Вместе с тем Цельтер самостоятельно осваивал музыку, а с 1780 года учился у Карла Фридриха Христиана Фаша, основателя Певческой академии в Берлине (нем. Sing-Akademie zu Berlin). После смерти учителя в 1800 году возглавил академию, а в 1801 году опубликовал его биографию. Одновременно с 1791 года он играл в оркестре Театра на Жандарменмаркт. В 1809 году при Певческой академии Цельтер учредил школу инструменталистов Ripienschule (от музыкального термина ripieno). В 1809 году основал первый в Берлине лидертафель, в том же году избран профессором Берлинской академии искусств.
Композиторское наследие Цельтера включает свыше 200 песен, в том числе 75 на слова Иоганна Вольфганга Гёте, с которым Цельтер познакомился в 1802 году и дружил всю оставшуюся жизнь. Кроме того, Цельтер написал концерт для альта с оркестром, ряд фортепианных сочинений, духовные и светские хоровые работы (в том числе кантата «Der Mensch geht eine dunkle Strasse», 1811), театральную музыку.
Цельтер был одним из первых поклонников и пропагандистов музыки Иоганна Себастьяна Баха — это пристрастие унаследовал от Цельтера его ученик Феликс Мендельсон, которого Цельтер ценил с ранних лет. Другие ученики Цельтера — Джакомо Мейербер, Отто Николаи, Генрих Дорн, Эдуард Грель, братья Эдуард и Юлиус Рицы, флейтист и композитор Генрих Зусман, хормейстер, преемник Цельтера на посту директора Певческой академии, Карл Фридрих Рунгенхаген, Карл Эбервейн, Фанни Мендельсон и др.
Первой женой Цельтера была София Элеонора Флёрике; через год после её смерти, в 1796 году, он женился на певице (сопрано) Юлии Паприц (нем. Julie Pappritz; 1767—1806). Внук Цельтера, Вильгельм Ринтель, сын его дочери от первого брака, в 1861 году выпустил том автобиографических заметок Цельтера. Утверждается также, что прямым потомком Цельтера является английский скрипач Дэниел Хоуп.